# Социал-демократическая партия «Правда и прогресс»
Социа́л-демократи́ческая партия «Пра́вда и прогресс» (узб. “Haqiqat va Taraqqiyot” sotsial-demokratik partiyasi) — незарегистрированная политическая партия в Узбекистане, учредительный съезд которой состоялся 8 марта 2021 года. Идею о создании новой партии её лидер Хидирназар Аллакулов публично начал высказывать с мая 2020 года.

## История
4 июня 2020 года в сети было выложено очередное видео-интервью Хидирназара Аллакулова главному редактору газеты «Адабиёт» Бахтиёру Кариму, в котором Хидирназар Аллакулов объявил о начале процесса создания в Узбекистане новой, Социал-демократической партии «Правда и прогресс» (узб. “Haqiqat va taraqqiyot” sotsial-demokratik partiyasi), ориентированную на секуляризме и принципах социал-демократии. В тот же день Хидирназар Аллакулов в интервью узбекской службе Радио «Свобода» подтвердил о начале процесса создания Социал-демократической партии правды и развития, повторно заявив, что если со стороны населения будет поддержка — то партии быть. На вопрос журналиста о том, хочет ли он участвовать в предстоящих президентских выборах в 2021 году, Хидирназар Аллакулов ответил утвердительно, если его выберут лидером новой партии и если руководство новой партии выдвинет именно его кандидатуру на выборах. Новость о намерениях Хидирназара Аллакулова создать новую партию и впоследствии участвовать в предстоящих президентских выборах освятила и узбекская служба Би-би-си. На эту новость отреигировала также узбекская служба «Голоса Америки», которая выяснила, что в инициативную группу учредителей партии вошли ряд известных в Узбекистане учёных и преподавателей с учёными степенями и званиями, бывшие политики, журналисты, общественные деятели и деятели культуры. В то же время, государственные и частные СМИ, работающие внутри Узбекистана никак не освятили эту новость. На следующий день после объявления в YouTube видео-интервью Аллакулова Бахтиёру Кариму, образовательный YouTube-канал Xurshid Davron Kutubxonasi, имевший 38,900 подписчиков и суммарное количество просмотров которого превышал один миллион просмотров, на котором было загружено это интервью, был забанен из-за того, что на канал были поданы многочисленные жалобы. Несмотря на бан канала, видео успели перезалить на своих страницах в YouTube и Facebook множество людей, включая известных деятелей, так как в конце этого интервью, интервьюер Бахтиёр Карим заявил, что это видео-интервью он предоставляет по открытой лицензии, и попросил всех, особенно журналистов его перезаливать и распространять во всех соцсетях и сайтах.
В начале июня 2020 года один из тогдашних активистов партии, главный редактор газеты «Адабиёт» Бахтиёр Карим вместе с несколькими членами семьи был размещён в карантинный лагерь под предлогом подозрений на коронавирус, но несмотря на принятый в стране двухнедельный карантин, он по неизвестным причинам содержался там незаконно некоторое время.
В июле и ноябре 2020 года на свет вышли поддельные выпуски газеты «Адабиёт», в котором критиковался Хидирназар Аллакулов и его идеи о создании партии. Активисты партии сообщали о противодействиях и давлении со стороны силовиков.
С ослаблением антиковидных ограничений в Узбекистане, начиная с ноября 2020 года активисты партии во главе с Хидирназаром Аллакуловым начали осуществлять неоднократные попытки проведения учредительного съезда и начать полноценную работу партии, но каждый раз, как в ноябре и декабре 2020 года, так и в январе и феврале 2021 года неоднократные попытки проведения учредительного съезда партии срывались и соответственно откладывались по не зависящим от них причинам. В одном случае, махалля, где находилось здание для проведения съезда была оцеплена правоохранительными органами, людьми в гражданском и работниками скорой помощи якобы для дезинфекции территории против коронавируса, в других случаях арендаторы зданий, которые предоставляли место для проведения съезда, предположительно под давлением силовиков отказывались (часто грубо и беспочвенно) от своих услуг и просили не провести у них это мероприятие под разными предлогами («ремонт», «здание не работает», «в этот день здание арендовано для другого мероприятия» и т. п.). Аналогично начали вести себя арендаторы помещений для офиса партии. Неоднократно арендаторы после давления силовиков по надуманным причинам требовали в грубой форме, иногда вызывая на подмогу правоохранительные органы, освободить помещение.
В конце 2020, в начале 2021 года один из активистов партии, Бахтиёр Карим откололся от костяка партии, заявляя свои права на партию, выражая недоверие к Хидирназару Аллакулову, и попытавшись создать отколовшееся крыло партии. Но к нему никто не присоединился, и он практически отошёл от партийной и в целом политической деятельности по некоторым данным из-за сильного давления силовиков.
В конце февраля на место жительство Хидирназара Аллакулова пытались ворваться силовики.
Несмотря на непрекращающиеся противодействия, 8 марта 2021 года активистам партии удалось провести в одном из частных домов учредительный съезд партии, принять её устав и и регулировать другие организационные решения, избрать руководство партии. Большинством голосов, лидером партии был избран Хидирназар Аллакулов. На съезде было объявлено о том, что до 5 апреля 2021 года партия должна собрать не менее 20 тысяч подписей со всех регионов Узбекистана для подачи заявления об официальной регистрации в Министерстве юстиции Республики Узбекистан. В начале апреля активисты подали заявление в Минюст о регистрации партии и предоставили подписи свыше 32 тысяч человек.
В июне 2021 года Министерство юстиции Узбекистана сообщило, что отказало в регистрации партии, в связи с тем, что они не выполнили законные условия, предоставив 9,8 тысяч подписей вместо 20 тысяч.